# Anthaxia durbanensis
Anthaxia durbanensis es una especie de escarabajo del género Anthaxia, familia Buprestidae. Fue descrita científicamente por Obenberger en 1938.